# Iris fulvala
Iris fulvala är en irisväxtart som beskrevs av William Rickatson Dykes. Iris fulvala ingår i släktet irisar, och familjen irisväxter. Inga underarter finns listade i Catalogue of Life.